# 우타가타 세러데이 나이트!/The Vision/Tokyo도루 가타스미
《우타가타 세러데이 나이트!/The Vision/Tokyo도루 가타스미》(泡沫サタデーナイト!／The Vision／Tokyoという片隅 물거품 세러데이 나이트!/The Vision/Tokyo라는 구석[*])는 2016년 5월 11일 발매된 모닝구무스메'16의 예순한 번째 싱글이다.

## 개요
- 모닝구무스메의 여섯 번째 트리플 A 사이드 (A면) 싱글.
- 스즈키 카논의 마지막 참가 싱글
- 초회한정반 A, B, C, 통상반 A, B, C의 6 형태로 발매.
- 초회한정반 A, B, C에는 DVD가 같이 수록되고 있다.
- 모든 초회한정반에는 이벤트 추첨 일련 번호 카드가 봉입되고 있다.
- 첫 번째 트랙「우타가타 세러데이 나이트!(泡沫サタデーナイト!)」는 아카이 코엔의 츠노 마이사가 작사, 작곡을 맡았다.

## 수록곡

### CD
1. 泡沫サタデーナイト!
작사, 작곡 : 츠노 마이사 / 편곡 : 스즈키 슌스케 / 현악기 편곡 : 크래셔 기무라
2. The Vision
작사, 작곡 : 층쿠 / 편곡 : 오쿠보 카오루
3. Tokyoという片隅
작사, 작곡 : 층쿠 / 편곡 : 오쿠보 카오루
4. 泡沫サタデーナイト! (Instrumental)
5. The Vision (Instrumental)
6. Tokyoという片隅 (Instrumental)

### DVD
초회한정반 A
1. 泡沫サタデーナイト! (Music Video)

초회한정반 B
1. The Vision (Music Video)

초회한정반 C
1. Tokyoという片隅 (Music Video)

## 차트
- 일간최고순위 1위 (오리콘 차트)
- 주간최고순위 2위 (오리콘 차트)